# Endometriose-Vereinigung Deutschland
Die Endometriose-Vereinigung Deutschland (EVD) ist eine bundesweite Patientinnen- und Selbsthilfeorganisation für Endometriose-Betroffene in Deutschland. Der 1996 von Endometriose-Betroffenen gegründeter Verein, setzt sich für die Selbsthilfe von Betroffenen und für die öffentliche Vertretung dieser, beispielsweise durch politische Lobbyarbeit, ein.

## Gründung und Geschichte
Der Beginn der Endometriose-Vereinigung Deutschland erfolgte bei dem ersten Ganzheitlichen Endometriose Kongress 1995 in Augsburg, der von einer Endometriose-Betroffenen organisiert wurde. Bei diesem Kongress kamen nicht nur verschiedene Spezialisten zusammen, es trafen sich auch hunderte Endometriose-Betroffene. Zwischen den betroffenen Frauen setzte sich das Vorhaben durch, sich für die Information und den Austausch von Endometriose-Betroffenen einzusetzen. So wurde 1996 in Leipzig die Endometriose-Vereinigung Deutschland e.V. gegründet, eine bundesweite Patientinnen- und Selbsthilfeorganisation für Endometriose Betroffene in Deutschland.
Nach ihrer Gründung wurde die Endometriose-Vereinigung Deutschland mit ihren Vorträgen zum medizinischen Deutschen Endometriose-Kongress eingeladen. Seit 2003 ist die Vereinigung als Kooperations- und Vortragspartner Teil der Endometriose-Kongresse, die seitdem auch für Betroffene offen sind. Die Erfahrung der Endometriose-Vereinigung Deutschland fließt seit 2006 auch in die Zertifizierung spezialisierten Endometriose-Zentren ein. Bei der Zertifizierung werden die Interessen der Patientinnen geltend gemacht, indem die Kriterien der Selbsthilfefreundlichkeit und Patientenorientierung im Vordergrund stehen. Auf Bundes- und Landesebene werden die Forderungen der Patientinnen in verschiedenen Gremien und Verbänden, wie der Bundes- und Landesausschüsse der Ärzte und Krankenkassen, geäußert.
Mittlerweile zählt die Endometriose-Vereinigung Deutschland über 3.000 Mitglieder und unterstützt mehr als 80 Selbsthilfegruppen deutschlandweit.

## Ziele
Das übergeordnete Ziel der Vereinigung ist, dass Endometriose-Betroffene in Deutschland die individuell beste Versorgung erhalten und so mit ihrer Erkrankung ein lebenswertes Leben führen können. Daraus ergeben sich folgende Ziele: Zum einen geht es der Vereinigung darum, Endometriose in der Öffentlichkeit bekannter zu machen und öffentlich über die Krankheit aufzuklären. Zum anderen sollen Endometriose-Betroffene durch Informationen, kompetente Beratung und durch den Austausch mit anderen Betroffenen unterstützt werden. Zudem werden deutschlandweit Endometriose-Selbsthilfegruppen auf verschiedene Arten unterstützt. Zuletzt ist ein erklärtes Ziel der Vereinigung, Einfluss auf gesundheits- und sozialpolitische Entscheidungen zu nehmen.

## Wirken
Die Endometriose-Vereinigung Deutschland bietet sowohl telefonisch als auch online Beratung für Endometriose-Betroffene an. Außerdem bietet sie niedrigschwellige Informationen über die Krankheit und den Behandlungsoptionen. Dazu veröffentlicht sie entsprechendes Informationsmaterial. Dieses wird an örtliche Endometriose-Selbsthilfegruppen vermittelt und ist auf der Webseite der Vereinigung erhältlich.
Zudem engagiert sich die Endometriose-Vereinigung Deutschland als politische Interessenvertretung auf kommunaler, Landes- und Bundesebene. Zu diesem Zweck werden Kundgebungen organisiert, Positionspapiere formuliert und Gespräche mit Abgeordneten verschiedener Partien geführt. Am 8. Mai 2023 wurde die Endometriose-Vereinigung Deutschland von der Parlamentarischen Staatssekretärin des Bundesministeriums für Gesundheit, Sabine Dittmar (MdB, SPD), zu einem Fachgespräch Endometriose eingeladen. Die durch die stellvertretende Vorsitzende Maria Bambeck und das Ehrenmitglied Javed Lindner vertretene Vereinigung sollte gemeinsam mit Sylvia Mechsner von der Charité Berlin den vielschichtigen politischen Handlungsbedarf in Bezug auf Endometriose präsentieren.

## Vereinsarbeit
Seit 2004 gibt es ein „Endometriose-peer-to-peer-Beratungstelefon“, eine in Deutschland einmalige Hotline, bei der Betroffene ein Telefonat mit ehrenamtlichen Mitarbeiterinnen, die ebenfalls betroffen sind und eine beratende Rolle einnehmen, beantragen können. Hauptamtliche Beraterinnen helfen in akuten und besonders schwerwiegenden Situationen und können umfassende medizinische und persönliche Probleme auch über einen längeren Zeitraum durch Zuhören begleiten und Lösungsmöglichkeiten vorschlagen. Diese Beratung erfolgt auf Wunsch vollständig anonym. Ebenso ist es mit der Online-Beratung per E-Mail oder im moderierten Gruppenchat. Die Beraterinnen erhalten eine Grundausbildung, sie werden kontinuierlich durch Ärzte und Psychologen weitergebildet und erhalten Supervision. Diese Beratung erfolgt unabhängig und frei von wirtschaftlichen Interessen Dritter, insbesondere der Pharmaindustrie und der Ärzteschaft, und trägt unter anderem dazu bei, dass Betroffene Arztgespräche zielführender und klarer führen können. Zudem gibt die Vereinigung unabhängiges Informationsmaterial heraus, betreibt mehrere Social-Media Kanäle und führt Kampagnen zur Aufklärung und Information durch.
Die Endometriose-Vereinigung Deutschland wird durch einen fachlichen Beirat unterstützt. Dieser besteht aus Sylvia Mechsner, K.-W. Schweppe, Jörg Keckstein, Robinson Ferrara, Martin Sillem und Anna Starzinski-Powitz.
Zudem ist die Endometriose-Vereinigung Deutschland institutionelles Mitglied verschiedener Vereine und Verbände. So arbeitet die Endometriose-Vereinigung Deutschland mit folgenden Organisationen zusammen: Arbeitsgemeinschaft Endometriose (in der Deutschen Gesellschaft für Gynäkologie und Geburtshilfe e.V.), Arbeitskreis Frauengesundheit in Medizin, Psychotherapie und Gesellschaft e.V., Bundesarbeitsgemeinschaft SELBSTHILFE, Dachverband Reproduktionsbiologie und -medizin e.V., Deutscher Paritätischer Wohlfahrtsverband und der Landesarbeitsgemeinschaft Selbsthilfe Sachsen e. V.
Der Verein finanziert sich über Förderungen, insbesondere durch Fördermitgliedschaften. Dabei können Endometriose-Betroffene als ordentliche Mitglieder dem Verein beitreten und nicht betroffene Personen und Organisationen können den Verein fördern.